# Na Zachodzie bez zmian (film 1979)
Na Zachodzie bez zmian (ang. All Quiet on the Western Front) – amerykańsko-brytyjski film z 1979 roku, zrealizowany na podstawie powieści Ericha Marii Remarque’a pod tym samym tytułem. Remake wersji z roku 1930, powstał jako film telewizyjny.

## Obsada
- Ian Holm – Himmelstoss
- Ernest Borgnine – Katczinsky
- Donald Pleasence – Kantorek
- Patricia Neal – matka Paula
- Dai Bradley – Albert Kropp
- Dominic Jephcott – Leer
- Richard Thomas – Paul Bäumer
- George Winter – Franz Kemmerich
- Mark Drewry – Tjaden
- Paul Mark Elliott – Behm